# Тан Чі Чун
Тан Чі Чун (кит. трад.: 唐啟中, нар. 24 лютого 1990) – тайванський важкоатлет, який виступає у ваговій категорії до 56 кг і представляє Китайський Тайбей на міжнародних змаганнях. Він брав участь у змаганнях серед чоловіків у ваговій категорії до 56 кг на Чемпіонаті світу 2015 року та на літніх Олімпійських іграх 2016 року . Він став бронзовим призером літньої Універсіади 2011 року.

## Основні результати
| Рік               | Місце             | Вага            | Ривок           | Ривок           | Ривок           | Ривок           | Поштовх         | Поштовх         | Поштовх         | Поштовх         | Загалом         | Місце           |
| Рік               | Місце             | Вага            | 1               | 2               | 3               | Місце           | 1               | 2               | 3               | Місце           | Загалом         | Місце           |
| Чемпіонат світу   | Чемпіонат світу   | Чемпіонат світу | Чемпіонат світу | Чемпіонат світу | Чемпіонат світу | Чемпіонат світу | Чемпіонат світу | Чемпіонат світу | Чемпіонат світу | Чемпіонат світу | Чемпіонат світу | Чемпіонат світу |
| ----------------- | ----------------- | --------------- | --------------- | --------------- | --------------- | --------------- | --------------- | --------------- | --------------- | --------------- | --------------- | --------------- |
| 2015              | Г'юстон, США      | 56 кг           | 110             | 110             | 113             | 19              | 135             | 138             | 138             | 20              | 245             | 18              |
| 2014              | Алмати, Казахстан | 56 кг           | 106             | 111             | 111             | 25              | 140             | 145             | 148             | 12              | 251             | 16              |
| 2011              | Париж Франція     | 56 кг           | 102             | 102             | 102             | 28              | 128             | 128             | 133             | 25              | 230             | 26              |
| Літня Універсіада |                   |                 |                 |                 |                 |                 |                 |                 |                 |                 |                 |                 |
| 2011              | Шеньчжень, Китай  | 56 кг           | 100             | 103             | 105             | 2               | 128             | 131             | 134             | 3               | 236             | 3               |